# Население на Гвинея
Населението на Гвинея според последното преброяване от 2014 г. е 10 523 261 души.

## Численост
Численост на населението според преброяванията през годините:
| Година | Численост  |
| 1983   | 5 781 014  |
| 1996   | 7 156 406  |
| 2014   | 10 523 261 |

## Възрастова сткруктура
(2006)
- 0-14 години: 44,3 % (мъжe 2 226 414 / жени 2 183 153)
- 15-64 години: 52,5 % (мъже 2 611 833 / жени 2 610 773)
- над 65 години: 3,2 % (мъже 138 392 / жени 177 249)

## Коефициент на плодовитост
- 2006: 5,65

## Езици
Официален език в Гвинея е френският.

## Религия
- 85 % – мюсюлмани
- 10 % – християни
- 5 % – местни религии